# Rumpler C.VIII

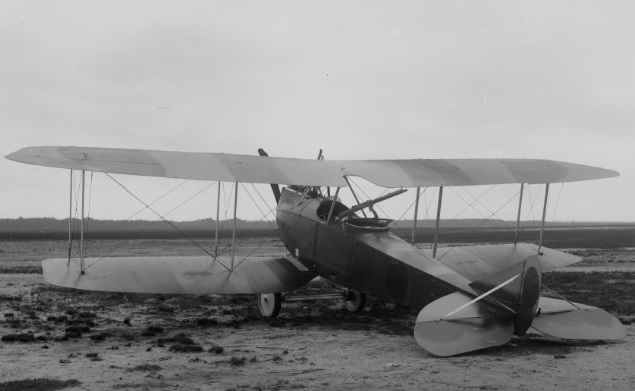
Rumpler C.VIII militair trainingsvliegtuig (1917)

De Rumpler C.VIII was een Duitse militaire dubbeldekker bedoeld voor de gevorderde pilotenopleiding tijdens de Eerste Wereldoorlog. Het vliegtuig werd geproduceerd  door Rumpler Flugzeugwerke in Berlijn. De eerste vlucht vond plaats in 1917.
De Rumpler C.VIII kon gebruikt worden voor zowel de opleiding van piloten als luchtverkenners en schutters. Het toestel is in gebruik geweest in het leger van: Duitsland, Finland, Polen en Nederland. De Nederlandse luchtmacht kocht in 1918 40 toestellen. De aankoopsom werd gedeeltelijk in natura voldaan met 5000 paarden. De vliegtuigen zijn in het Nederlandse leger slechts kort in gebruik geweest omdat aan boord frequent brand uitbrak.  

## Specificaties
- Type: Rumpler C.VIII
- Rol: militair trainingsvliegtuig
- Bemanning: 2 (piloot en schutter-waarnemer)
- Lengte: 8 m
- Spanwijdte: 12,2 m
- Leeggewicht: 874 kg
- Maximum gewicht: 1374 kg
- Motor: 1 × Argus As III watergekoelde zescilinder, 180 pk
- Propeller: tweeblads
- Eerste vlucht: 1917

Prestaties
- Maximumsnelheid: 140 km/u
- Plafond: 4000 m
- Klimsnelheid: 3,9 m/s

Bewapening
- Geschut: 1× Gesynchroniseerde Spandau-mitrailleur (voorin). Schutter-waarnemer: 1× beweegbare Parabellum MG 14 mitrailleur
- Bommen: 50 kg